# Caro amico
Caro amico è un singolo del gruppo musicale italiano Benji & Fede, pubblicato il 18 ottobre 2024 come terzo estratto dal quinto album in studio Rewind.

## Descrizione
Il brano, scritto dallo stesso duo musicale con Alessandro Caligaris, è prodotto da Steve Tarta e Epystassi e precede l'uscita dell'album Rewind, uscito il 25 ottobre 2024.

## Video musicale
Il video musicale è stato pubblicato in concomitanza all'uscita del brano attraverso il canale YouTube del duo musicale.

## Tracce
Testi di Benjamin Mascolo, Federico Rossi e Alessandro Caligaris, musiche di Stefano Tartaglini.
1. Caro amico – 2:44